# Бишр ибн аль-Мутамир
Абу Сахль Бишр ибн аль-Мутамир аль-Хилали, известный как Бишр ибн аль-Мутамир (араб. بشر بن المعتمر‎; ?, Багдад — между 825 и 840, там же) — арабский богослов-мутазилит, поэт, генеалог, иногда называемый основателем арабской риторики. Создатель багдадской школы мутазилизма.

## Биография
Его полное имя: Абу Сахль Бишр ибн аль-Мутамир ибн Бишр аль-Хилали. Родился в Багдаде. Переехал жить в Басру, где встретил соратника Василя ибн Ата, Бишра аз-Зафарани. Жил во времена правления Харуна ар-Рашида, по приказу которого был заключён в тюрьму — якобы за поддержку рафидитов (не признававших законности правления Абу Бакра и Умара). В итоге был вынужден отречься от своих политических взглядов по этому вопросу и получил свободу. Большая часть подробностей его жизни неизвестна.

## Сочинения
Большая часть его религиозных сочинений сохранилась лишь в незначительных фрагментах. Почти все они представляют собой так называемые «опровержения», то есть полемику с различными направлениями мусульманской теологии, кажущимися автору неправильными. В его наследии присутствуют «опровержения» большинства известных богословов его времени.
В своих религиозных сочинениях, написанных в форме поэзии и прозы, Бишр ибн аль-Мутамир рассматривал такие вопросы, как божественная справедливость, единобожие, экзегетика и теория имамата. Был первым мусульманским богословом, употребившим термин «таваллуд» — «порождённость», считая различные чувственная восприятия, такие как вкус, запах, восприятие цвета и так далее, порождением действий человека. В качестве атрибута божественных действий или сущности рассматривал волеизъявление Аллаха. Признавал факт того, что Бог может наказывать созданных им существ, но считал это проявлением несправедливости Бога, чем вызвал значительную критику со стороны других богословов своего времени. Большинство его стихотворных произведений представляют собой касыды.